# الزراعة في البرازيل

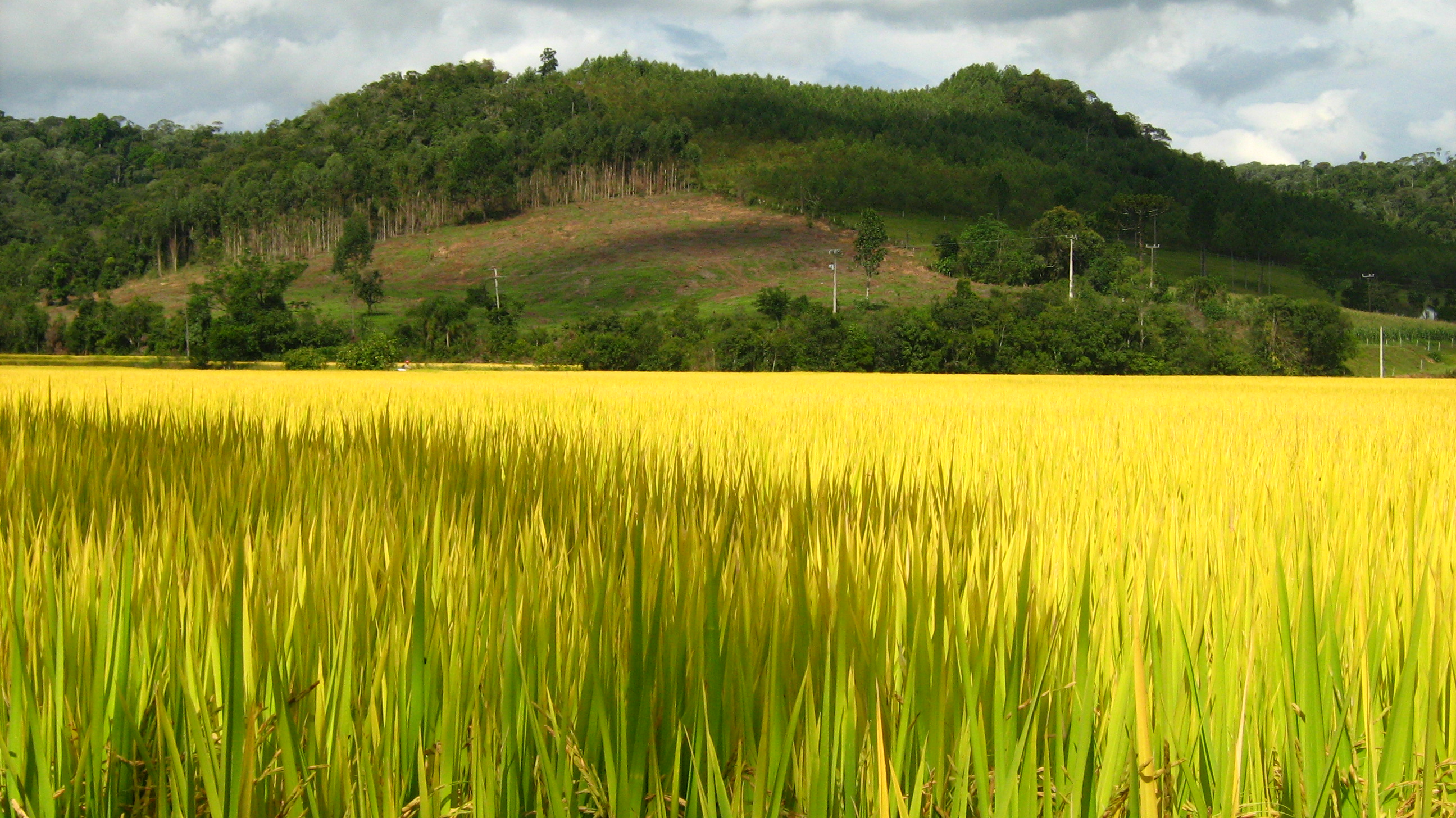
حقول الأرز في البرازيل

تُعتبر الزراعة في البرازيل إحدى القواعد الرئيسية لاقتصاد البرازيل عبر التاريخ. على الرغم من تركيز البرازيل على زراعة قصب السكر بشكل رئيسي، لكنها أصبحت في نهاية المطاف أكبر مصدر للبن وفول الصويا ولحم البقر والإيثانول المستخرج من المحاصيل في العالم.
صدرت البرازيل 41 ألف طن من الكاجو المعالج بقيمة تقدر ب 193,900 دولار أمريكي في عام 2018.
أدى نجاح الزراعة خلال ولاية إستادو نوفو (الولاية الجديدة)، بقيادة جيتوليو فارجاس، إلى ظهور تعبير «البرازيل، سلة الخبز في العالم».
اعتبارًا من عام 2009، امتلكت البرازيل نحو 106 مليون هكتار (260 مليون فدان) من الأراضي الخصبة غير المزروعة، وهذه المنطقة أكبر من مساحة فرنسا وإسبانيا معًا.
جاء في إحدى الدراسات التي أجراها المعهد البرازيلي للجغرافيا والإحصاء في عام 2008، أنه على الرغم من الأزمة المالية العالمية، سجلت البرازيل إنتاجًا زراعيًا قياسيًا، بنمو وصل إلى 9.1٪، إذ كان المناخ السائد هو العامل الرئيسي في هذا النمو. وصل إنتاج الحبوب البكر في ذلك العام إلى 145,400,000 طن. ووظف هذا الإنتاج القياسي مساحة إضافية مقدارها 4.8٪ من المساحة المزروعة، بإجمالي 65,338,000 هكتار ومردود وصل إلى 148 مليار ريال برازيلي. وكانت المنتجات الرئيسية في تلك السنة: الذرة (بنمو بلغ 13.1٪) وفول الصويا (نمو بلغ 2.4٪).
تتمتع نصف إلى ثلثي المناطق الواقعة في جنوب البرازيل بمناخ شبه معتدل، وهطولات مطرية كبيرة، وبخصوبة تربة أكبر، وتكنولوجيا أكثر تطوراً واستخدام أفضل للمدخلات، وبنية تحتية ملائمة ومزارعين أكثر خبرة. تنتج هذه المنطقة معظم الحبوب البرازيلية والبذور الزيتية (والصادرات).
تفتقر المنطقة الشمالية الشرقية -التي يعصف بها الجفاف- وحوض الأمازون إلى الهطولات المطرية جيدة التوزيع والتربة الجيدة والبنية التحتية المناسبة ورأس المال التنموي. على الرغم من شغل مزارعي الكفاف لمعظم هذه الأراضي، فإن كلا المنطقتين تكتسب أهمية متزايدة كمصدرين للمنتجات الحرجية والكاكاو والفواكه الاستوائية. يحتوي وسط البرازيل على مساحات كبيرة من الأراضي العشبية. تُعتبر الأراضي العشبية البرازيلية أقل خصوبة بكثير من أراضي أمريكا الشمالية، وهي مناسبة بشكل عام للرعي فقط.
اشتملت الزراعة في البرازيل على تحديات، بما في ذلك الممارسة المستمرة لعمالة الرقيق، والإصلاح الزراعي، والحرائق، وتمويل الإنتاج، والهجرة الريفية التي تعززها الضغوط الاقتصادية على الزراعة الأسرية.
تغطي الغابات نصف البرازيل؛ وتقع أكبر غابة مطرية في العالم في حوض الأمازون. اعترضت الهجرة إلى الأمازون وحرق الغابات على نطاق واسع قدرات الإدارة الحكومية. خفضت إدارة لولا (لويس إيناسيو لولا دا سيلفا) دوافع مثل هذا النشاط ونفذت خطة بيئية أوسع. كما اعتُمد قانون الجرائم البيئية الذي فرض عقوبات جسيمة على المخالفات السابقة.
قُتل 1772 ناشطًا من أجل الإصلاح الزراعي، منذ عام 1985.
تعمل البرازيل الآن نحو مزيد من التنمية في عام 2019.

## القضايا المتعلقة بالأراضي
في البداية، استخدمت البرازيل نظام إدارة الأراضي المعروف باسم سيسمارياس الذي يتميز بحيازات كبيرة مع عدد قليل من مُلاك الأراضي. في عام 1822، أفسح نظام سيسمارياس الطريق أمام نظام الملكية الزراعية الكبيرة (لاتيفنديوم) أو (نظام الملكيات الكبيرة). صدر قانون الأراضي في عام 1850، والذي أبقى نظام الملكيات الكبيرة وظل ساري المفعول حتى عام 1964، عندما أعدت الديكتاتورية ميثاق الأراضي. ساهمت التكلفة العالية للإنتاج الزراعي في تكوين نظام الملكيات الكبيرة ولم تشهد البلاد إصلاحًا زراعيًا كبيرًا. لم يصبح ذلك جزءًا من السياسات الرسمية والقانونية للبلاد حتى صدور دستور عام 1988.
عاش نصف البرازيليين -من بين نحو واحد وثلاثين مليون برازيلي عاشوا في فقر في عام 2014- في المناطق الريفية. هجر أو فقد نحو ثلاثين مليون برازيلي من سكان الأرياف أراضيهم في السنوات الخمس والعشرين الأخيرة من القرن العشرين، ما خلق نحو 4.8 مليون أسرة بلا أرض زراعية. خلال ذلك الوقت، وُجهت معظم موارد التمويل إلى الأوليغارشية وملاك الأراضي الكبار، ما دعم نموذج الزراعة المكثفة أحادية المحصول.
تسببت إعادة إضفاء الديمقراطية على البلاد بين عامي 1985 و1988 في ما يقرب من 9000 صراع اجتماعي في المناطق الريفية ومقتل 1167 شخصًا نتيجة مشاكل زراعية. حرّضت المواجهات في هذه الفترة النقابات والحركات الاجتماعية والكنيسة الرومانية الكاثوليكية ضد ملاك الأراضي الذين اتحدوا ضمن الرابطة الديمقراطية للريفيين، التي مثلها رونالدو كايادو بشكل رئيسي. كان النقابي شيكو مينديز أشهر ضحية لتلك الصراعات، في آكري، في عام 1988.
وفقًا لتعداد مانشانو، تشير الإحصائيات الريفية المجموعة منذ عام 1940 إلى تركيز مستمر على ملكية الأراضي، مترافق مع هجرة جماعية للمزارعين نحو المناطق الحضرية. تطلب عكس هذه النتائج تسوية سنوية لـ 150 ألف أسرة. أنجز المعهد الوطني للاستعمار والإصلاح الزراعي خلال حكومة إيتامار فرانكو نحو 10 آلاف مستوطنة سنويًا. اتُخذ إجراء سريع لمصادرة حيازات الأراضي الكبيرة، ما أدى إلى إنهاء فترات التأخير الطويلة التي كانت إحدى العقبات الرئيسية لهذا الإجراء.
وصلت النزاعات في عام 1996 إلى ذروتها، مع تنفيذ مذبحة إلدورادو دوس كاراخاس، في بارا، عندما أمر الحاكم -ألمير غابرييل- بتطهير أحد الطرق التي يسيطر عليها من لا يملكون أراضِ زراعية. بلغت الخسائر حينها تسعة عشر قتيلاً و51 جريحًا، ما يؤكد على وجود مشاكل متعلقة بالأراضي وما يصاحبها من عدم احترام لحقوق الإنسان.
زعمت الخبيرة الاقتصادية ماريا دا كونسيكاو تافاريس -وهي إحدى أبرز منتقدي حكومة فيرناندو أنريك كاردوسو- في أحد المقالات المنشورة في عام 1966، أن «أهمية الإصلاح الريفي تزيد من المنازعات على الأراضي، إذا لم تُنظم علاقات [السيطرة] على الممتلكات الريفية بسرعة، وسيؤدي هذا إلى مواجهات متزايدة». تضمنت حركة الإصلاح الزراعي الاستيلاء على ما يقارب الـ 500 أرض من الأراضي التي اعتبرها المحتجون «مزارعًا غير منتجة». كرد فعل على الاستيلاء، نشر الرئيس كاردوسو التدبير المؤقت 2.027-38، الذي حظر تخصيص جميع الأراضي المستولى عليها بهدف الإصلاح الزراعي.